# Solon (Maine)
Pour les articles homonymes, voir Solon (homonymie).
Solon est une ville située dans le comté de Somerset, dans l’État du Maine, aux États-Unis. Sa population s’élevait à 1 053 habitants lors du recensement de 2010, estimée à 1 047 habitants en 2014.

## Source
- (en) Cet article est partiellement ou en totalité issu de l’article de Wikipédia en anglais intitulé « Solon, Maine » (voir la liste des auteurs).